# Omer Beriziky
Jean Omer Beriziky (Antsirabe Nord, Sava, 9 september 1950) is een Malagassisch politicus en diplomaat en voormalig premier van Madagaskar in de regering van de president Andry Rajoelina (2011-2014) en in de regering van de president Hery Rajaonarimampianina (2014-2014).
Hij is lid van de politieke partij Libéralisme Économique et Action Démocratique pour la Reconstruction Nationale.

## Biografie
Beriziky is geboren in de regio Sava in 1950 en werkte als hoogleraar geschiedenis. Van 1995 tot 2006 was hij ambassadeur in Brussel voor de Europese Unie. Op 28 oktober 2011 werd een voorstel gedaan om hem als premier te nemen van de partij onder de voormalige president Albert Zafy, hij trad op 2 november 2011 in die functie. Hij werd in april 2014 opgevolgd door Roger Kolo. 